# 음주측정기

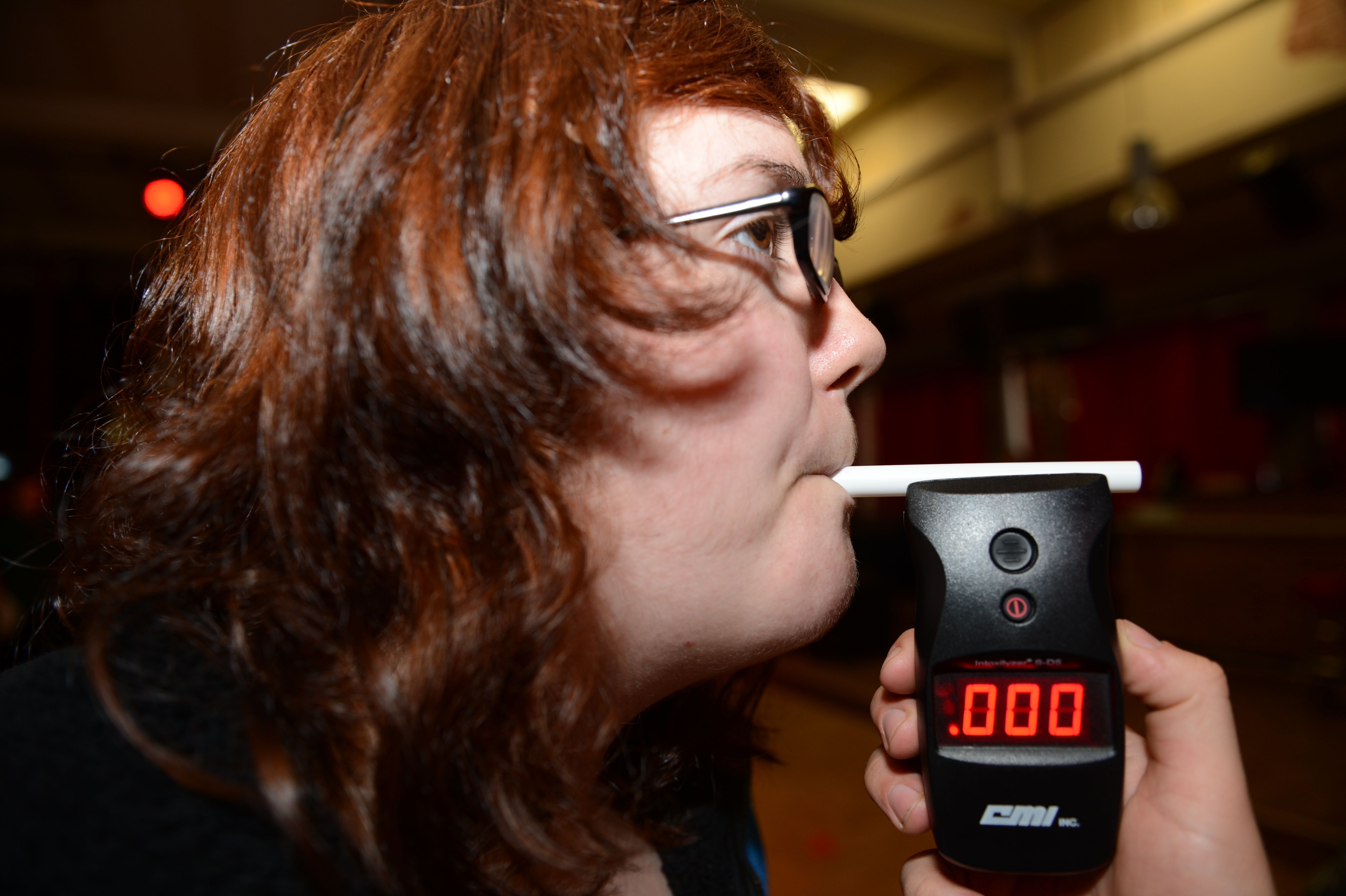

음주측정기(영어: breathalyzer)는 숨을 불게 해서 혈중 알코올 농도를 측정하는 기기이다.

## 역사
1927년에 논문이 발표됐고, 같은해에 미국 시카고의 한 화학자가 첫 기기를 만들었다. 실용적인 첫 기기는 1931년에 나왔다. 1967년 영국에선 첫 전기 음주측정기가 개발됐다. 1967년 영국에선 혈중 알코올 농도가 법제화됐다. 1979년부터 경찰에서 사용이 승인됐다. 대한민국에선 1968년 6월 5일 경찰이 시범 도입한 음주측정기가 서울에 등장했다.

## 원리
술을 마시면 몸안의 알코올 성분 중 90%는 알코올 분해 효소에 의해 간에서 산화돼 아세트산으로 바뀌어 체내에 에너지를 공급한 뒤, 다시 이산화탄소로 분해되어 호흡으로 배출된다. 나머지 10% 정도는 소화되지 않은 채 호흡·땀·소변 등에 섞여 밖으로 배출된다. 사람이 내쉬는 숨 속에 들어 있는 알코올은 장에서 흡수되어 혈액으로 들어갔던 알코올의 일부분이다. 숨 속에 들어 있는 알코올의 양을 측정하면 혈중 알코올 농도를 알 수 있다.